# ایستگاه راه‌آهن کیفسکی مسکو
ایستگاه راه‌آهن کیفسکی مسکو (روسی: Ки́евский вокза́л) یکی از ۹ ایستگاه اصلی راه‌آهن در شهر مسکو، روسیه است.
این ایستگاه که در سال ۱۸۹۹ تاسیس شده به خطوط راه‌آهن سراسری روسیه و کشو اوکراین متصل است.

## نگارخانه

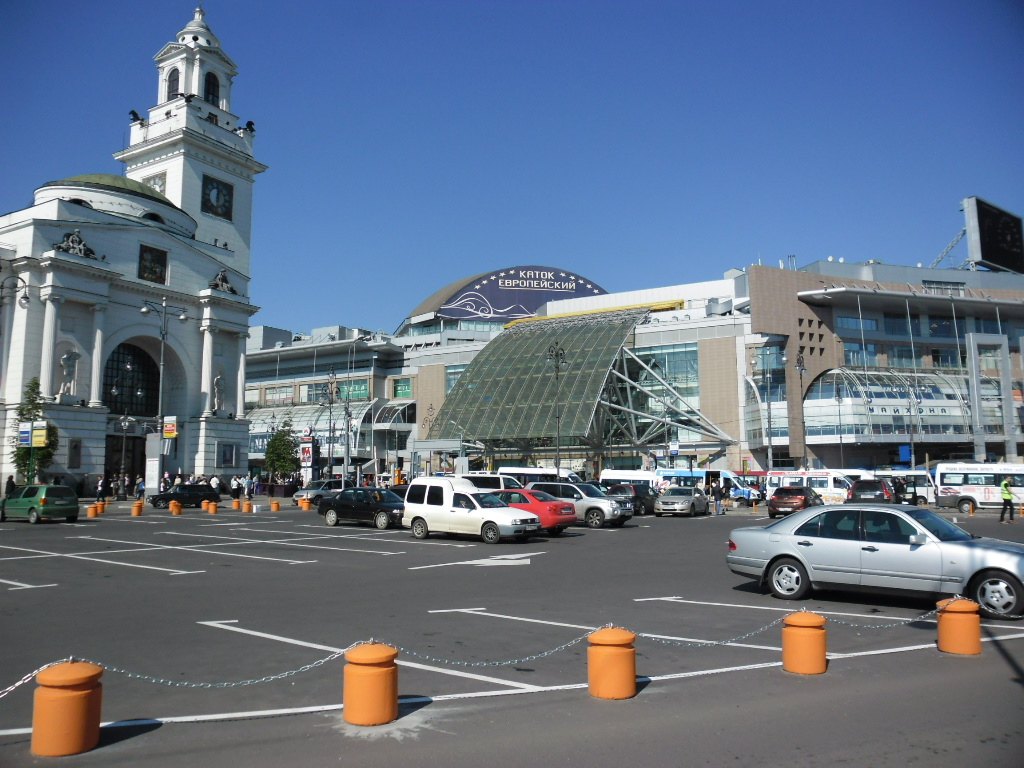
On the Europe square, outside passenger terminals, 2012
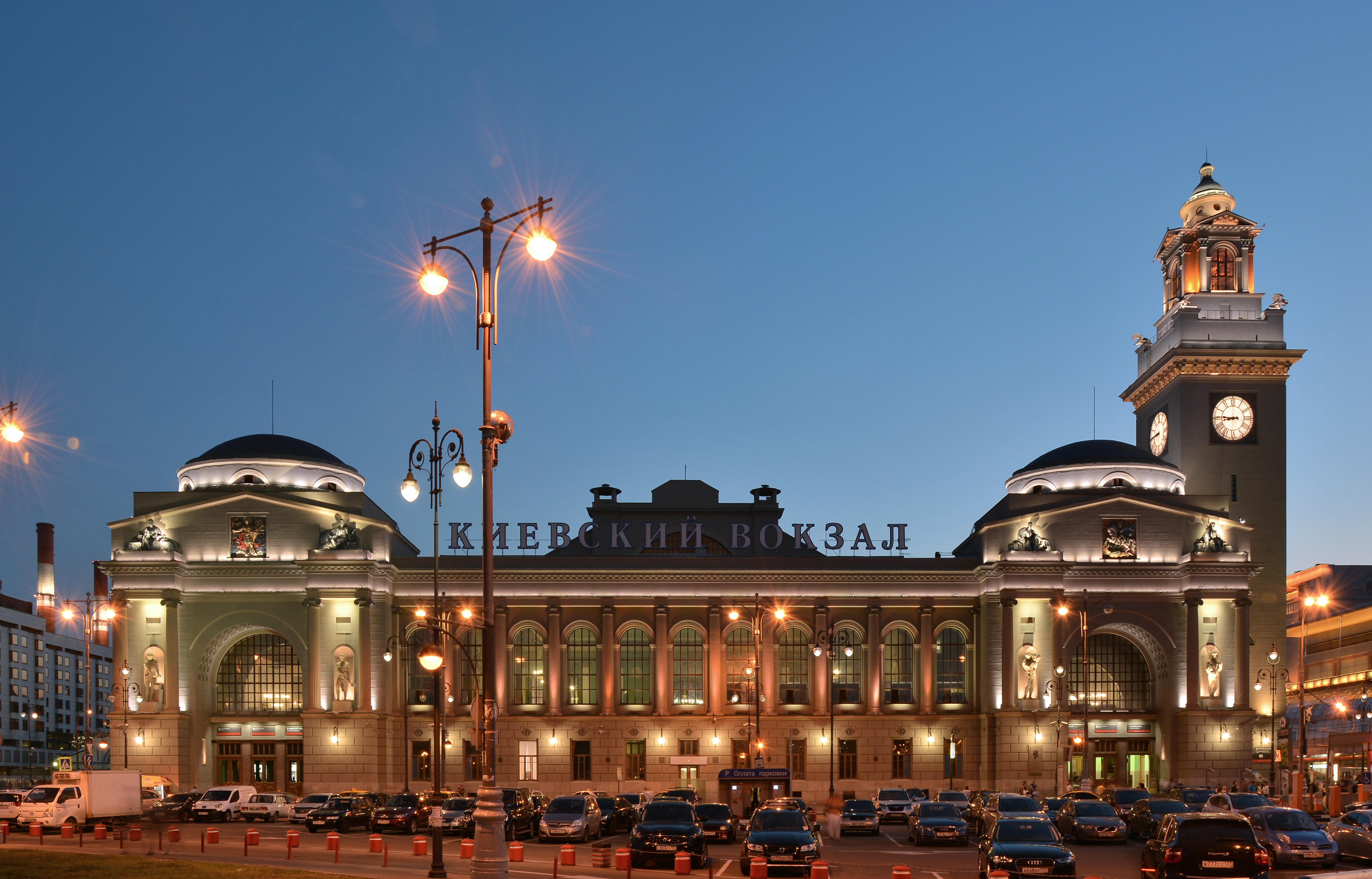
2015 night in Moscow - Kievsky Rail Terminal
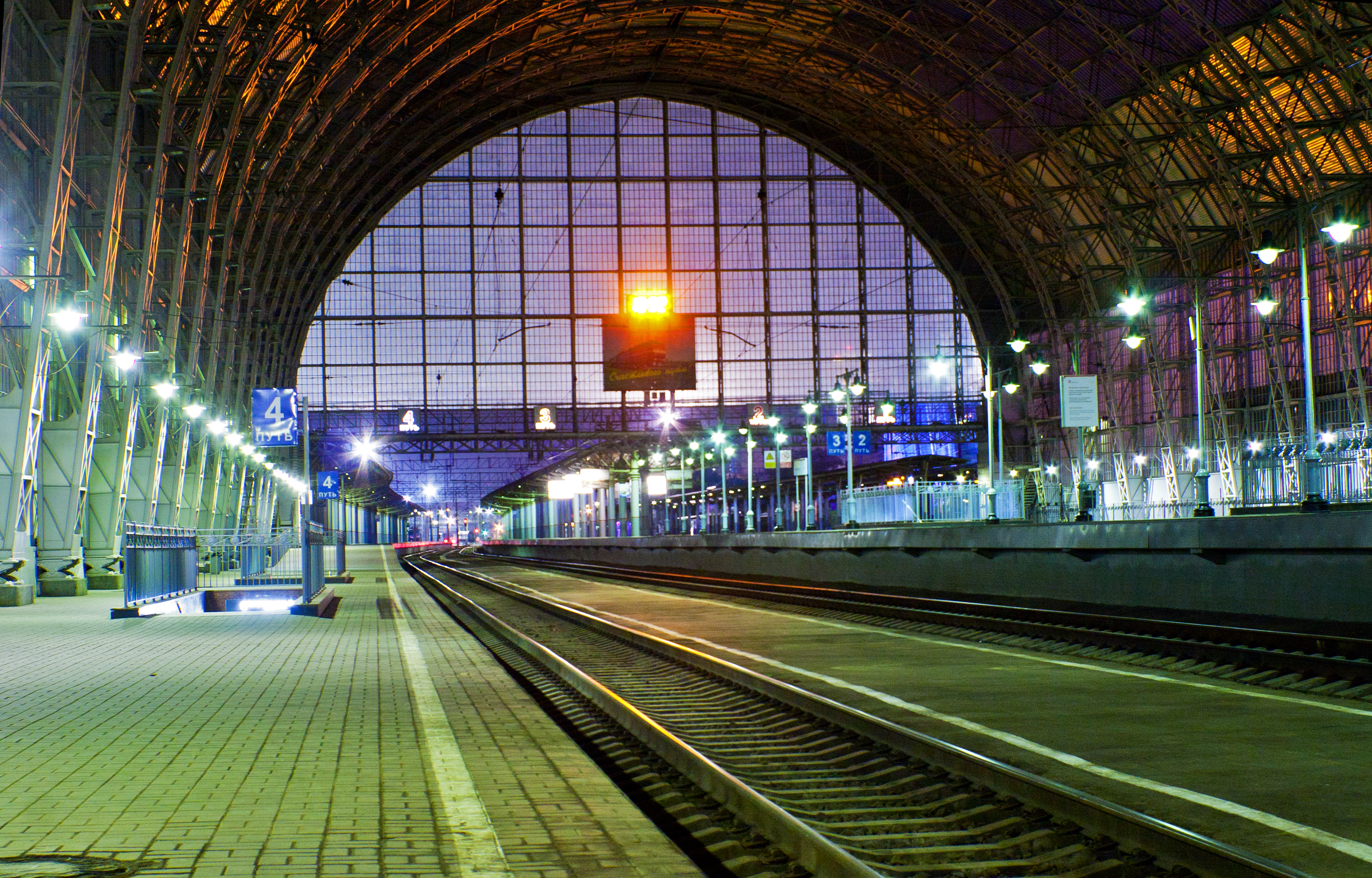
Debarkader of Kyivskiy train station passenger terninal, 2014
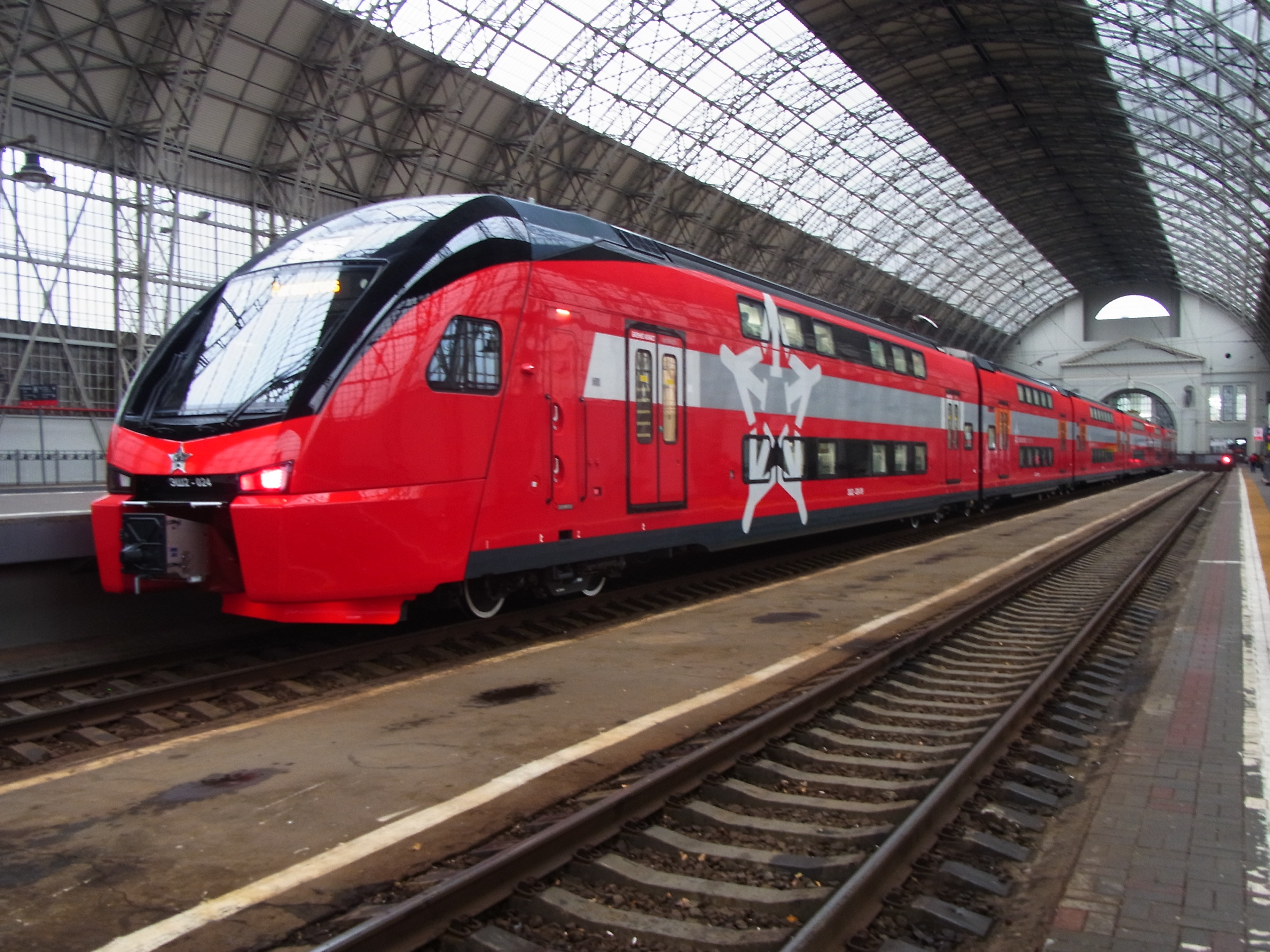
ESh2 "Eurasia" Moscow Aeroexpress to فرودگاه بین‌المللی ونوکووا
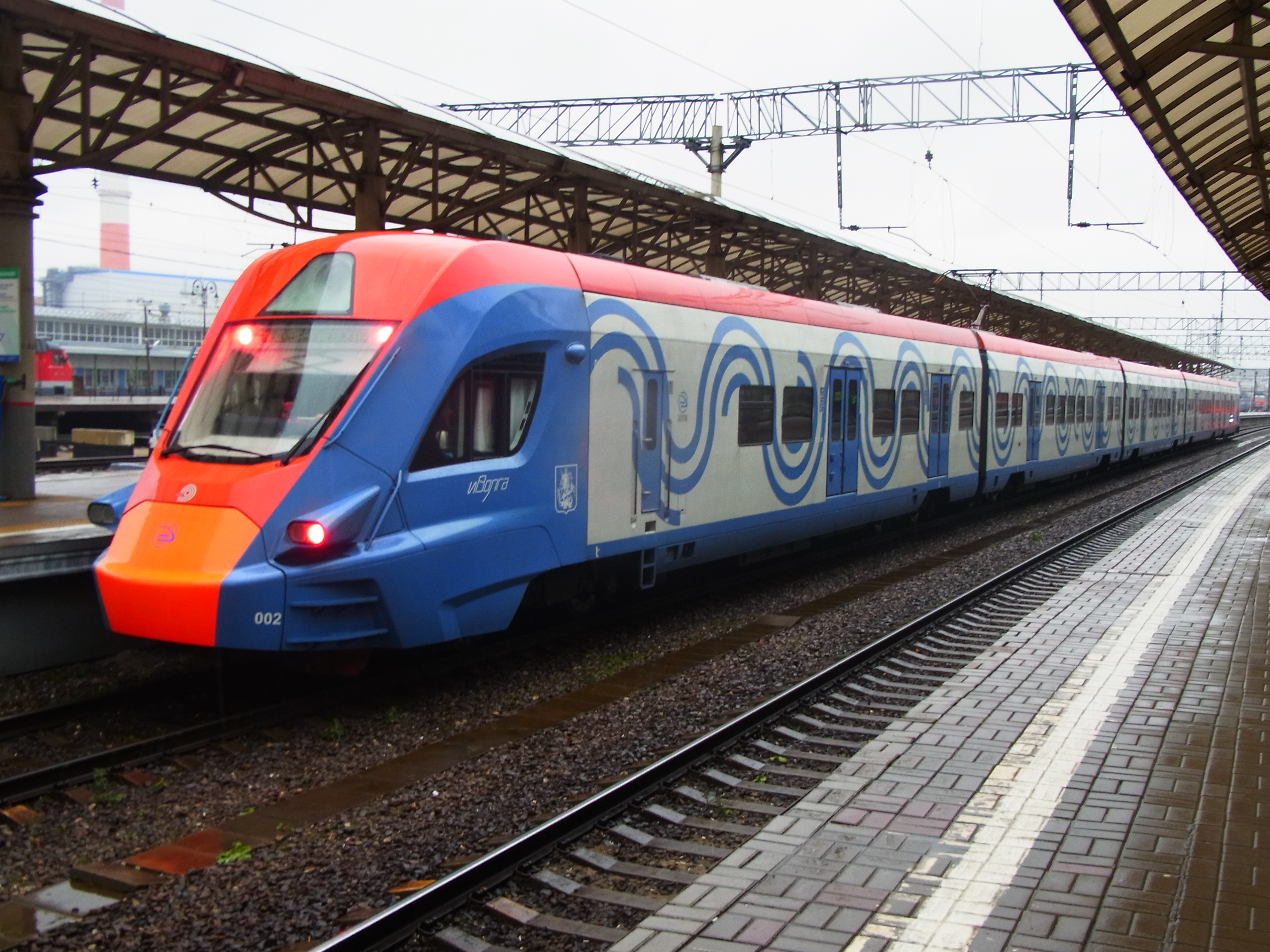
Moscow City Train EG2Tv "Ivolga" at Moscow Kiyevskaya railway station